# Рейно, Филипп
Филипп Рейно (фр. Philippe Reynaud, 3 февраля 1922, Вильбон-сюр-Иветт, Франция — 21 ноября 2018, Франконвиль, Франция) — французский хоккеист (хоккей на траве), полузащитник.

## Биография
Филипп Рейно родился 3 февраля 1922 года во французском городе Вильбон-сюр-Иветт.
Учился в школе Иль-де-Франс в Вильбон-сюр-Иветт. Каждый день играл в хоккей на траве около часа, судил матчи. Играл за Лионский университетский клуб (1940—1941), «Стад Франсез» (1942—1943), «Сен-Уэн-л'Амон» (1946—1957), «Сен-Жермен» (1957—1958) и «Стад Франсез — Файсандери» (1958—1980).
Жил в Понтуазе. Участвовал во Второй мировой войне, был неоднократно награждён.
В 1948 году вошёл в состав сборной Франции по хоккею на траве на Олимпийских играх в Лондоне, поделившей 10-12-е места. Играл на позиции полузащитника, провёл 4 матча, мячей (по имеющимся данным) не забивал.
В 1952 году вошёл в состав сборной Франции по хоккею на траве на Олимпийских играх в Хельсинки, поделившей 9-12-е места. Играл на позиции полузащитника, провёл 3 матча, мячей (по имеющимся данным) не забивал.
В 1955 году в составе сборной Франции стал бронзовым призёром хоккейного турнира Средиземноморских игр в Барселоне.
В 1960 году вошёл в состав сборной Франции по хоккею на траве на Олимпийских играх в Риме, занявшей 10-е место. Играл на позиции полузащитника, провёл 5 матчей, забил 1 мяч в ворота сборной Италии.
В 1947—1962 годах провёл за сборную Франции 81 матч, около 40 раз был капитаном команды.
В течение 37 лет руководил хоккеем в школе Сен-Мартен в Понтуазе. После выхода на пенсию в 1985 году несколько лет тренировал молодёжь «Сен-Жермена». В 1963—1965 годах был инструктором батальона Жуанвиль.
Награждён медалью за спортивные заслуги.
Умер 21 ноября 2018 года во французском городе Франконвиль. Похоронен в Понтуазе.